# Saison 1953-1954 des Canadiens de Montréal
Autres saisons
Saison précédente Saison suivante
La saison 1953-1954 de hockey sur glace est la quarante-cinquième saison que jouent les Canadiens de Montréal depuis leur début. Ils évoluent dans la Ligue nationale de hockey et finissent à la deuxième place au classement de la saison régulière. Au premier tour des séries, ils éliminent les Bruins de Boston avant de perdre en finale contre les Red Wings de Détroit, meilleure formation de la saison régulière.

## Saison régulière

### Contexte et grandes dates de la saison
L'équipe des Canadiens de Montréal commence la saison 1953-1954 en tant que championne en titre de la Coupe Stanley après leur victoire en cinq matchs contre Boston en finale des séries de 1953.
Au début de la saison 1953-1954, le 10 octobre, Maurice Richard devient le premier joueur de l'histoire de la LNH à inscrire 350 buts alors que dans le même temps, Elmer Lach devient le premier joueur des Canadiens à dépasser la barre des 600 points en carrière. Il se blesse fin novembre à la cheville et ne joue finalement qu'à une cinquantaine de rencontres. Le 20 décembre, Bernard Geoffrion reçoit deux coups de crosse de la part du défenseur des Rangers, Ron Murphy. L'attaquant de Montréal lui répond en lui assénant un coup de poing qui lui casse la mâchoire. Le président de la LNH, Clarence Campbell suspend Geoffrion pour les matchs futurs de Montréal contre New York. Richard, qui tient une chronique dans l'hebdomadaire de Montréal Samedi-dimanche, déclare la semaine suivante : « Si M. Campbell veut me virer de la ligue pour oser le critiquer, qu'il le fasse [...] Ne le laissons pas se faire de la pub en s'en prenant à un bon gars comme Geoffrion simplement parce qu'il est francophone. Ce dictateur se réjouit quand les Canadiens prennent un but » ; même si cette déclaration n'est pas écrite par Richard, il la valide, ce qui ne plaît pas au directeur des Canadiens Frank Selke, qui demande à Richard de s'excuser, la chronique étant immédiatement arrêtée.
À la fin de la saison régulière, Maurice Richard est le meilleur buteur du circuit, pour la quatrième saison consécutive, avec 37 réalisations mais il est deuxième pointeur de la LNH derrière Gordie Howe des Red Wings qui compte 81 points contre 67 pour l'attaquant de Montréal. Ces mêmes Red Wings finissent également en-tête de la saison régulière avec 7 points d'avance sur les Canadiens.

### Classement final
| Clt   | Équipe                 | PJ | V  | D  | N  | BP  | BC  | Pts |
| ----- | ---------------------- | -- | -- | -- | -- | --- | --- | --- |
| +001, | Red Wings de Détroit   | 70 | 37 | 19 | 14 | 191 | 132 | 88  |
| +002, | Canadiens de Montréal  | 70 | 35 | 24 | 11 | 195 | 141 | 81  |
| +003, | Maple Leafs de Toronto | 70 | 32 | 24 | 14 | 152 | 131 | 78  |
| +004, | Bruins de Boston       | 70 | 32 | 28 | 10 | 177 | 181 | 74  |
| +005, | Rangers de New York    | 70 | 29 | 31 | 10 | 161 | 182 | 68  |
| +006, | Black Hawks de Chicago | 70 | 12 | 51 | 7  | 133 | 242 | 31  |

- Qualifié pour les séries

## Séries éliminatoires
Quatre des six équipes de la LNH sont qualifiées pour les séries 1954. Le premier tour oppose d'un côté les Canadiens aux Bruins et de l'autre les Red Wings aux Maple Leafs de Toronto. 

### Montréal contre Boston
Le premier tour des Canadiens les oppose donc aux Bruins de Boston, quatrième équipe du classement, menée en attaque par Ed Sandford. Les deux premiers matchs ont lieu dans la patinoire de Montréal, le Forum de Montréal. Les Canadiens s'imposent facilement au cours du premier match sur la marque de 2-0 avec un blanchissage dans les buts de Plante et des buts inscrits par Lorne Davis et Bernard Geoffrion. La deuxième date tourne à la leçon de hockey par Montréal avec une victoire 8-1. Boston compte se ressaisir sur sa glace du Boston Garden pour le troisième match. Vers la fin du match, les deux équipes semblent se diriger vers la prolongation mais à Dickie Moore donne la victoire à Montréal à la 58e. Montréal élimine finalement Boston à l'issue du quatrième match avec un deuxième blanchissage 2-0 de Plante.
| 23 mars | Canadiens de Montréal | 2-0 (0-0, 1-0, 1-0) | Bruins de Boston | Forum de Montréal 14 088 spectateurs |

| Feuille de match | Feuille de match                                                                | Feuille de match | Feuille de match | Feuille de match                                   |
| ---------------- | ------------------------------------------------------------------------------- | ---------------- | ---------------- | -------------------------------------------------- |
|                  | Davis (Bouchard, Mazur) — 24 min 25 s Geoffrion (Béliveau, Moore) — 53 min 48 s | 1-0 2-0          | - -              | Arbitrage : Red Storey George Hayes, Bill Morrison |
| Plante           | Gardiens                                                                        | Henry            |                  | Arbitrage : Red Storey George Hayes, Bill Morrison |
|                  |                                                                                 |                  |                  | Arbitrage : Red Storey George Hayes, Bill Morrison |
| 43               | Tirs                                                                            | 12               |                  | Arbitrage : Red Storey George Hayes, Bill Morrison |

| 25 mars | Canadiens de Montréal | 8-1 (5-0, 1-1, 2-0) | Bruins de Boston | Forum de Montréal |

| Feuille de match | Feuille de match | Feuille de match                    | Feuille de match                              | Feuille de match                                          |
| ---------------- | --- | ----------------------------------- | --------------------------------------------- | --------------------------------------------------------- |
|                  | Moore (Béliveau, Geoffrion) — 10 s Geoffrion (Moore) — 5 min 57 s Geoffrion (Béliveau, Moore) — 6 min 23 s Davis (Mazur, McCormack) — 16 min 41 s Moore (Béliveau, Johnson) — 18 min 10 s Béliveau (Moore, Geoffrion) — 21 min 19 s - Meger (St-Laurent) — 45 min 3 s Béliveau (Geoffrion, Moore) — 35 min 38 s (SN) | 1-0 2-0 3-0 4-0 5-0 6-0 6-1 7-1 8-1 | - MacKell (Sandford, Martin) — 33 min 2 s - - | Arbitrage : Jack Mehlenbacher George Hayes, Bill Morrison |
| Plante           | Gardiens | Henry                               |                                               | Arbitrage : Jack Mehlenbacher George Hayes, Bill Morrison |
|                  | |                                     |                                               | Arbitrage : Jack Mehlenbacher George Hayes, Bill Morrison |
| 30               | Tirs | 29                                  |                                               | Arbitrage : Jack Mehlenbacher George Hayes, Bill Morrison |

| 28 mars | Bruins de Boston | 3-4 (0-0, 1-3, 2-1) | Canadiens de Montréal | Boston Garden |

| Feuille de match | Feuille de match                                                                                             | Feuille de match            | Feuille de match | Feuille de match                                     |
| ---------------- | --- | --------------------------- | --- | ---------------------------------------------------- |
|                  | - Gardner — 20 min 40 s - Mohns (Gardner, Armstrong) — 50 min 18 s Schmidt (MacKell, Labine) — 50 min 50 s - | 0-1 1-1 1-2 1-3 2-3 3-3 3-4 | Bouchard — 20 min 30 s - Geoffrion (Moore, St-Laurent) — 23 min 15 s Bouchard — 26 min 59 s - Moore (Geoffrion, Béliveau) — 58 min 20 s | Arbitrage : Bill Chadwick Sammy Babcock, Doug Davies |
| Henry            | Gardiens | Plante                      | | Arbitrage : Bill Chadwick Sammy Babcock, Doug Davies |
|                  | |                             | | Arbitrage : Bill Chadwick Sammy Babcock, Doug Davies |
| 23               | Tirs | 33                          | | Arbitrage : Bill Chadwick Sammy Babcock, Doug Davies |

| 30 mars | Bruins de Boston | 0-2 (0-1, 0-1, 0-0) | Canadiens de Montréal | Boston Garden |

| Feuille de match | Feuille de match | Feuille de match | Feuille de match                                                                  | Feuille de match                                    |
| ---------------- | ---------------- | ---------------- | --------------------------------------------------------------------------------- | --------------------------------------------------- |
|                  | - -              | 0-1 0-2          | Curry (Masnick, Johnson) — 11 min 36 s Moore (Béliveau, Harvey) — 22 min 6 s (SN) | Arbitrage : Frank Udvari Doug Davies, Sammy Babcock |
| Henry            | Gardiens         | Plante           |                                                                                   | Arbitrage : Frank Udvari Doug Davies, Sammy Babcock |
|                  |                  |                  |                                                                                   | Arbitrage : Frank Udvari Doug Davies, Sammy Babcock |
| 25               | Tirs             | 43               |                                                                                   | Arbitrage : Frank Udvari Doug Davies, Sammy Babcock |

### Finale de la Coupe Stanley, Détroit contre Montréal
Détroit et Montréal sont opposés en finale de la Coupe et après quatre rencontres, les joueurs de Détroit mènent avec trois victoires et une défaite. Les Canadiens retardent l'échéance en remportant les deux matchs suivants mais Détroit est sacré champion de la Coupe Stanley au terme de la septième rencontre et une victoire en prolongation 2-1 par un but de Tony Leswick
| 4 avril | Red Wings de Détroit | 3-1 (1-0, 0-1, 2-0) | Canadiens de Montréal | Olympia Stadium 13 959 spectateurs |

| Feuille de match | Feuille de match | Feuille de match | Feuille de match                                     | Feuille de match                                     |
| ---------------- | --- | ---------------- | ---------------------------------------------------- | ---------------------------------------------------- |
|                  | Lindsay (Reibel, Delvecchio) — 11 min 14 s - Reibel (Lindsay, Howe) — 41 min 52 s (SN) Kelly (Pavelich, Leswick) — 47 min 13 s (SN) | 1-0 1-1 2-1 3-1  | - Geoffrion (Harvey, Masnick) — 32 min 14 s (SN) - - | Arbitrage : Bill Chadwick Sammy Babcock, Doug Davies |
| Sawchuk          | Gardiens | Plante           |                                                      | Arbitrage : Bill Chadwick Sammy Babcock, Doug Davies |
|                  | |                  |                                                      | Arbitrage : Bill Chadwick Sammy Babcock, Doug Davies |
| 28               | Tirs | 19               |                                                      | Arbitrage : Bill Chadwick Sammy Babcock, Doug Davies |

| 6 avril | Red Wings de Détroit | 1-3 (0-3, 1-0, 0-0) | Canadiens de Montréal | Olympia Stadium |

| Feuille de match | Feuille de match                | Feuille de match | Feuille de match | Feuille de match                                  |
| ---------------- | ------------------------------- | ---------------- | --- | ------------------------------------------------- |
|                  | - Delvecchio — 26 min 37 s (SN) | 0-1 0-2 0-3 1-3  | Moore (Geoffrion, Béliveau) — 15 min 3 s (SN) Richard (Moore) — 15 min 28 s (SN) Richard (Moore) — 15 min 59 s (SN) - | Arbitrage : Red Storey Sammy Babcock, Doug Davies |
| Sawchuk          | Gardiens                        | Plante           | | Arbitrage : Red Storey Sammy Babcock, Doug Davies |
|                  |                                 |                  | | Arbitrage : Red Storey Sammy Babcock, Doug Davies |
| 26               | Tirs                            | 28               | | Arbitrage : Red Storey Sammy Babcock, Doug Davies |

| 8 avril | Canadiens de Montréal | 2-5 (0-2, 0-1, 2-2) | Red Wings de Détroit | Forum de Montréal |

| Feuille de match | Feuille de match                                           | Feuille de match            | Feuille de match | Feuille de match                                      |
| ---------------- | ---------------------------------------------------------- | --------------------------- | --- | ----------------------------------------------------- |
|                  | - Johnson — 47 min 19 s - St-Laurent (MacKay) — 55 min 2 s | 0-1 0-2 0-3 1-3 1-4 1-5 2-5 | Delvecchio (Howe) — 42 s Lindsay (Kelly) — 17 min 6 s Wilson (Prystai, Goldham) — 24 min 57 s - Prystai (Delvecchio) — 47 min 59 s Howe (Delvecchio, Woit) — 51 min 32 s - | Arbitrage : Bill Chadwick George Hayes, Bill Morrison |
| Plante           | Gardiens                                                   | Sawchuk                     | | Arbitrage : Bill Chadwick George Hayes, Bill Morrison |
|                  |                                                            |                             | | Arbitrage : Bill Chadwick George Hayes, Bill Morrison |
| 26               | Tirs                                                       | 36                          | | Arbitrage : Bill Chadwick George Hayes, Bill Morrison |

| 10 avril | Canadiens de Montréal | 0-2 (0-0, 0-1, 0-1) | Red Wings de Détroit | Forum de Montréal 14 583 spectateurs |

| Feuille de match | Feuille de match | Feuille de match | Feuille de match                                  | Feuille de match                                   |
| ---------------- | ---------------- | ---------------- | ------------------------------------------------- | -------------------------------------------------- |
|                  | - -              | 0-1 0-2          | Wilson (Prystai) — 22 min 9 s Kelly — 59 min 53 s | Arbitrage : Red Storey George Hayes, Bill Morrison |
| Plante           | Gardiens         | Sawchuk          |                                                   | Arbitrage : Red Storey George Hayes, Bill Morrison |
|                  |                  |                  |                                                   | Arbitrage : Red Storey George Hayes, Bill Morrison |
| 28               | Tirs             | 29               |                                                   | Arbitrage : Red Storey George Hayes, Bill Morrison |

| 11 avril | Red Wings de Détroit | 0-1 (pr) (0-0, 0-0, 0-0, 0-1) | Canadiens de Montréal | Olympia Stadium |

| Feuille de match | Feuille de match | Feuille de match | Feuille de match      | Feuille de match                                      |
| ---------------- | ---------------- | ---------------- | --------------------- | ----------------------------------------------------- |
|                  | -                | 0-1              | Mosdell — 65 min 45 s | Arbitrage : Bill Chadwick George Hayes, Bill Morrison |
| Sawchuk          | Gardiens         | McNeil           |                       | Arbitrage : Bill Chadwick George Hayes, Bill Morrison |
|                  |                  |                  |                       | Arbitrage : Bill Chadwick George Hayes, Bill Morrison |
|                  |                  |                  |                       | Arbitrage : Bill Chadwick George Hayes, Bill Morrison |

| 13 avril | Canadiens de Montréal | 4-1 (0-0, 3-0, 1-1) | Red Wings de Détroit | Forum de Montréal 14 622 spectateurs |

| Feuille de match | Feuille de match | Feuille de match    | Feuille de match          | Feuille de match                                  |
| ---------------- | --- | ------------------- | ------------------------- | ------------------------------------------------- |
|                  | Geoffrion (Béliveau) — 32 min 7 s Curry (Olmstead, Masnick) — 33 min 7 s Curry (Lach, Mazur) — 34 min 25 s - Richard (Lach) — 50 min 6 s | 1-0 2-0 3-0 3-1 4-1 | - Prystai — 44 min 11 s - | Arbitrage : Red Storey Sammy Babcock, Doug Davies |
| McNeil           | Gardiens | Sawchuk             |                           | Arbitrage : Red Storey Sammy Babcock, Doug Davies |
|                  | |                     |                           | Arbitrage : Red Storey Sammy Babcock, Doug Davies |
| 29               | Tirs | 33                  |                           | Arbitrage : Red Storey Sammy Babcock, Doug Davies |

| 16 avril | Red Wings de Détroit | 2-1 (pr) (0-1, 1-0, 0-0, 1-0) | Canadiens de Montréal | Olympia Stadium 15 791 spectateurs |

| Feuille de match | Feuille de match                                                              | Feuille de match | Feuille de match                 | Feuille de match                                      |
| ---------------- | ----------------------------------------------------------------------------- | ---------------- | -------------------------------- | ----------------------------------------------------- |
|                  | - Kelly (Lindsay, Delvecchio) — 21 min 18 s (SN) Leswick (Skov) — 64 min 29 s | 0-1 1-1 2-1      | Curry (Masnick) — 9 min 17 s - - | Arbitrage : Bill Chadwick George Hayes, Bill Morrison |
| Sawchuk          | Gardiens                                                                      | McNeil           |                                  | Arbitrage : Bill Chadwick George Hayes, Bill Morrison |
|                  |                                                                               |                  |                                  | Arbitrage : Bill Chadwick George Hayes, Bill Morrison |
| 33               | Tirs                                                                          | 23               |                                  | Arbitrage : Bill Chadwick George Hayes, Bill Morrison |